# Бускалья, Лео
Феличе Леонардо «Лео» Бускалья (англ. Felice Leonardo «Leo» Buscaglia; 31 марта 1924, Лос-Анджелес, штат Калифорния, США — 12 июня 1998, Гленбрук, штат Невада, США), также известный как «Доктор Любовь» — американский писатель и оратор-мотиватор, профессор департамента специального образования университета Южной Калифорнии.

## Биография
Феличе Леонардо Бускалья родился в Лос-Анджелесе, штат Калифорния 31 марта 1924 года в семье итальянских эмигрантов. Раннее детство провел в итальянском городе Аоста до возвращения в США с целью получить образование. Окончил Теодор Рузвельт Хай Скул. После службы на флоте в ходе второй мировой войны Бускалья поступил в университет Южной Калифорнии, где в дальнейшем смог получить три учёные степени (BA 1950; MA 1954; PhD 1963) до окончательного трудоустройства на факультете. После выхода на пенсию, Бускалья стал профессором по особым поручениям.
Самоубийство студента сподвигло преподававшего в университете Бускалью к изучению проблемы человеческой разобщённости и смысла жизни и организации незачитываемого курса под названием Love 1A. Это стало основой для первой книги LOVE. Динамичный стиль общения преподавателя привлёкло внимание телеканала PBS, на протяжении 1980-х годов его телевизионные лекции были весьма популярны. Программы Бускальи, показываемые в период сбора пожертвований для финансирования PBS, занимали первые позиции в списке доноров. Книги Лео Бускальи пять раз становились бестселлерами по версии New York Times.
Лео Бускалья умер от сердечного приступа 12 июня 1998 года в возрасте 74 лет у себя дома в Гленбурге, штат Невада около озера Тахо.